# 花谷正
花谷 正（はなや ただし、1894年（明治27年）1月5日 - 1957年（昭和32年）8月28日）は、日本の陸軍軍人。最終階級は陸軍中将。

## 経歴

### 中国大陸
岡山県勝田郡広戸村村長・花谷章の息子として生まれる。津山中学校、大阪陸軍地方幼年学校、中央幼年学校を経て、1914年（大正3年）5月、陸軍士官学校（26期）を卒業し、同年12月、歩兵少尉任官。歩兵第54連隊付となる。1922年（大正11年）11月、陸軍大学校（34期）を卒業した。当時の日本陸軍としてのエリート街道を歩んだ花谷は極端にエリート意識が強く「幼年学校出身者こそ将校の梢幹であり、中学校出身者は幼年学校出身者の補完に過ぎない」と公言しており、中学出身者を『Dコロ』と呼んで差別していた。そのため、中学出身の部下には厳しく当たり、ことあるごとに「中学出は駄目だ」などと鉄拳も交えて厳しく罵倒したため、部下の中には精神的に病んでしまう者もいたという。
参謀本部付勤務、参謀本部員、参謀本部付（支那研究員、鄭州駐在）、関東軍参謀（昭和3年）などを経て、1929年（昭和4年）8月、陸軍少佐に昇進し歩兵第37連隊大隊長に就任。1930年（昭和5年）奉天特務機関員（関東軍司令部付）。
1931年（昭和6年）、奉天特務機関員の時に、柳条湖事件を関東軍高級参謀板垣征四郎と関東軍作戦参謀石原莞爾と共に首謀。当初の首謀者は関東軍からは石原と板垣、満州の実力者張学良の顧問から今田新太郎、奉天特務機関から花谷の4人であった。花谷がこの陰謀に加担したのは、「腐敗している中国人の政治能力は低いので日本人の清廉に期待したい」という想いと、張がアメリカや大英帝国と接近を図り、「夷を以て夷を制す」と言わんばかりに満州での抗日活動を容認しながら、一方では日本に対して阿る態度をとるなどその姿勢が定かではないこと懸念したからだという。花谷は「満州鉄道総裁ですら半日は平気で待たせる」といった不遜な態度の張にも全く臆することなく接していた。
石原は、花谷の暴力的な性格をうまく利用しながら、自らの計画を進めていった。花谷は謀略の同志も募った。その方法は同志として適当な人物を見つけたときは、1人ずつ酒を飲みながら腹を割って話して、これならと思った人物に計画を打ち明けた。しかし酒席での謀議は大言壮語になりがちで、秘密の謀議のつもりが計画はそれとなく中央の方にも漏れ伝わっていたという。ただし計画に加担した関東軍参謀片倉衷によれば「花谷は物事をかくしだてできない性格なので、重要な機密にわたることは知らせなかったし、参画させなかった」ということであった。
9月18日に計画は決行されたが、その直前には計画首謀者内でも計画決行か中止か意見が割れることとなった。花谷によれば、南次郎陸軍大臣が計画を止めるため、参謀本部第一部長建川美次少将を奉天に派遣したが、建川は板垣と通じて謀略同志となっており、事前に「行くよ」と連絡してきた。そこで花谷が特務機関に同志を集めて対策を協議したが、花谷は「天皇の命令を持ってきて従わなかったら我々は逆臣となる」と主張し、建川が来てから方針を決めようと計画の中止を提案した。それに対して今田が決行を主張し譲らなかったため、石原の「じゃんけんで決めよう」という提案に全員がのり、じゃんけんの結果で一旦中止と決まったが、今田は計画を諦めきれず「ぜひやりたい」と石原を口説いて計画は決行された。
ただしこれには異論あり、川島正大尉によれば、9月14日に東京の同志橋本欣五郎から「バレタ　タテカワ（建川）ユク　マエニヤレ」という電文が板垣に届き、翌15日に特務機関に一同が集まって対応を協議したが、その席では決行派の今田と中止延期派の花谷が対立、そこで石原が「鉛筆を倒すくじ引きで決めよう」と提案し、くじ引きの結果花谷の意見通り中止と決まったが、翌日になって石原が変心して決行を決意、今田と川島が慌てて決行準備に取り掛かったという。石原の9月15日の日記にも「午後9時半より機関にて会議、之に先ち建川来る飛電あり午前3時迄議論の結果中止に一決」という記述がある。
橋本からの電文通り、決行直前には参謀本部建川が計画を中止させるため奉天に訪れることになった。花谷はなおも「建川が来るので様子を聞いて判断できるまで決行は延ばそう」と石原に進言したが、石原は花谷が気おくれしていることを心配して計画から除外しようと考えており、一芝居打って、花谷に建川を料亭で接待するように指示した。花谷は奉天駅に建川を迎えにいくと、そのまま料亭『菊文』に連れて行き、浴衣に着替えて完全にリラックスしていた建川にそれとなく計画のことを聞いてみたが、止める気がないことが分かったという。その後、花谷は酩酊した建川を料亭『菊文』に置いたまま特務機関に帰っている。
計画決行後、奉天総領事館には「中国軍によって柳条湖で鉄道が爆破された」「関東軍は出動中」という一報が入り、総領事代理の森島守人は特務機関にかけつけて「事件は外交交渉で平和的に解決すべき」と花谷に進言した。一旦は気おくれしていた花谷であったが、森島に激昂すると軍刀を抜刀して「統帥権に容喙する奴は容赦しない」と恫喝した。ただし花谷によれば、軍刀を抜刀することはなく、応接室で飲酒していた森島に対し、板垣と花谷が「統帥権が発動された以上、作戦に行政官や外交官は口を出すな」と申し渡したが、森島が「外交で解決したい」と反論したため、戦闘が続いており「朝にならぬと命令も通りにくい、明朝だよ」とさらに強調したという。その後、花谷と森島は口論となり、花谷は森島を殴りつけている。戦後になって花谷は、森島は秀才ながら人格は低劣で、女性がらみで機密文書を盗難されるなどの失態を犯したなどと批判している。
花谷らの計画では、9月20日には同志の朝鮮軍参謀神田正種中佐主導で朝鮮軍が奉勅命令を待たずに国境を越境して奉天に進出し、それを待って関東軍主力が北上してハルビンまで侵攻する予定であったが、9月19日になって神田からは、越境が差し止められたことと、関東軍が吉林方面に出るなら、奉天が手薄になるという理由で越境可能という提案があった。そこで花谷は吉林の大迫通貞の特務機関を使って、自作自演の爆弾テロを起こし、居留民保護の名目で第2師団を吉林に進出させることに成功、それによって神田が朝鮮軍司令官林銑十郎中将を説得して、混成第39旅団（旅団長嘉村達次郎少将）に国境の鴨緑江渡河を命じた。
その後参謀本部員（昭和7年）を経て、歩兵第35連隊第1大隊長となる。このとき、のちに大本営参謀として有名になる瀬島龍三歩兵少尉（44期、1932年10月任官）が第1大隊第1中隊付として勤務していた。
1933年（昭和8年）7月には軍部批判をしたとして富山新報社（現在の北日本新聞社）へ大隊を率いて独断で攻撃。以後、各社は軍にとって都合の悪いことは事実であっても一切書かないことを編集局の不文律とした。同年8月、歩兵第48連隊附陸軍歩兵中佐に補任された。
1935年（昭和10年）8月、関東軍参謀となり、参謀本部付、第2師団司令部付、留守第2師団参謀長などを経て、1937年（昭和12年）8月、陸軍大佐に昇進。歩兵第43連隊長として日中戦争に出征。満州国軍顧問を勤め（昭和14〜15年）、ノモンハン事件で指揮をとる。1940年（昭和15年）3月、陸軍少将に進級。ここまでの軍歴で、その勇猛ぶりと強引な作戦指導が軍の内外に轟くこととなった

### ビルマ
歩兵第29旅団長、第29歩兵団長を歴任し、太平洋戦争を第1軍参謀長として迎えた。1943年（昭和18年）6月、陸軍中将となる。同年10月に第55師団長に親補されビルマに出征した。
花谷がビルマに着任したころには、イギリス軍の反攻が開始されており、第55師団が守るビルマ西部アキャブ地方の重要拠点アキャブ(現在のシットウェー)に向けて侵攻していた。アキャブには港湾施設や飛行場などの軍事施設が多数あり、ここを失陥すればビルマ全体の防衛に多大な影響を及ぼすことから花谷は早急に対応を求められた。また1944年1月7日に第15軍によるインパール作戦の実施が大本営により認可されており、その陽動作戦も兼ねて花谷は、防衛に徹するのではなく「攻撃防御」の作戦を採用し、進撃する両師団の背後にあるインド内（現在バングラデシュ）の要衝ボリバザーを急襲覆滅し、そこで反転して、進撃しているイギリス軍第5インド歩兵師団、第7インド歩兵師団を背後から襲撃して殲滅するという作戦を考案しその策案を練っていた。
その後、第28軍からの指示で、いきなり敵中深くのボリバザーへの進出は危険性が高いとして、進撃目標はより南部のトングバザーと修正された。花谷としてはやや師団の突進を制限されたと不満に感じながらも、ハ号作戦（第二次アキャブ作戦）の計画準備が命令された。師団長の花谷に加えて、師団の歩兵団を率いた桜井徳太郎少将も、花谷と同様の猛将型の指揮官であり、また歩兵学校教官時代の名声から「桜井の夜間戦闘」と呼ばれたぐらいに、夜間の歩兵戦闘の専門家でもあった。花谷の桜井に対する信頼も絶対であり「難しい戦さなら桜井にやらせておけば先ず安心」と太鼓判を押していた。このような猛将2人に率いられた第55師団に対する緬甸方面軍などの上部組織の信頼も絶大で「あそこ（第55師団）には花谷さんとトクタ（桜井のあだ名）がいるからねえ」と常々言われており、ハ号作戦にも大きな期待が寄せられていた。
第55師団は作戦開始予定の1944年2月に向けて作戦準備を続けていたが、プチドン、マウンドーを連ねる師団正面に先手を打って第5インド歩兵師団、第7インド歩兵師団がじりじりと前進してきており、1944年の新年早々に第55師団に向けて猛砲撃を開始していた。そのため、花谷は作戦開始を繰り上げること決定し、2月4日をもってハ号作戦を発動し、桜井率いる若干の山砲を配備した4,300人の挺身隊が夜間に出撃して、進撃してきた第7インド歩兵師団の左側背に向かって奇襲進撃を開始した。
桜井の挺身隊は期待通りに、プチドン付近で進撃してきた第7インド歩兵師団の間隙を突破、翌5日には予定通りトングバザーに突入した。桜井挺身隊は満足に休息をとることもなく、トングバザー反転するとシンゼイワ目指して進撃を続けた。途中で何度かイギリス軍との遭遇戦となり、苦戦する場面もあったが進撃速度を落とすことなく、2月6日中にはシンゼイワ付近で第7インド歩兵師団の側背面に迫り、これを包囲してしまった。緬甸方面軍司令部は、花谷が当初の作戦計画通り、あっという間に抑えるべき要点や、奪取すべき地点に兵を進めたため、花谷の積極的な作戦を懸念し慎重論を述べていた参謀も含め「さすが精鋭楯兵団（第55師団）」と花谷の作戦指揮ぶりに喝采を送った。
しかし、イギリス軍はこれまでのビルマでの敗戦を研究して、ジャングル戦で無類の強さを誇ってきた日本軍に対する新戦術通称「アドミン・ボックス（日本軍呼称：円筒型陣地）」と呼ばれた密集陣を構築していた。これは、30ｍ～50ｍおきに戦車を配置、戦車と戦車の間には装甲車ないし機銃座を設置、前面には鉄条網を張って日本軍の侵入を全く許さないといった構えであった。偵察隊が遠く側面に回り込んでみても、どの方面もほぼ同一の陣形であって、いわば野原の真ん中に突然現れた要塞といってよく、補給は大量の輸送機による空輸で賄われるため、日本軍の包囲戦術は効果がなかった。迅速な進撃のため、重装備が乏しかった第55師団は、「円筒型陣地」に対抗することができず、花谷は夜襲による白兵突撃を命じた。しかし、夜になると、陣地は集約されて更に強固になった上、照明弾を上げ続けて昼間同然の明るさとして日本軍の夜襲を警戒しており、もはや、コンクリートの壁に頭をぶつけるようなむなしい努力となってしまった。
それでも花谷は師団を督戦し続けた。ときには夜襲が成功するときもあり、2月7日には「円筒型陣地」の外周を突破して陣地内部に侵入した。日本軍の兵士は陣地内の野戦病院にも突入し、護衛兵を撃破したのち患者や軍医も殺害しているが、これは却ってイギリス軍兵士を奮起させ、士気を向上させることとなってしまった。また、陣地外周の高地を攻略して、「円筒型陣地」への友軍航空機による空襲や砲撃などの管制を行って、陣地内の弾薬庫を誘爆させるなど一定の効果もあったが、M3 グラント戦車10輌の支援を受けた、ウエストヨークシャー連隊との白兵戦によって高地も奪取されてしまった。
やがて、花谷の命令で「円筒型陣地」に白兵突撃を繰り返してきた歩兵第112連隊（連隊長：棚橋真作大佐）は大損害を被って、2月22日には総勢で400人の兵力となってもはや攻撃に出るのは不可能となっていた。さらに、短期決戦を目論んでいたため補給計画は無きに等しく、包囲している日本軍が補給に苦しむという状況に陥っていた。そのため、棚橋連隊の兵士たちは携行していた食料を既に食べつくしており、わずかに現地徴発した籾をヘルメットの中で搗いて食する他なく、飢えに苦しめられていた。そんな窮状には構わず督戦してくる花谷を棚橋は無線を切って無視したが、その後も満足な補給も補充もなく、ついに2月24日になって棚橋は師団に「遺憾ですが、私は決心しました。ほかに方法はありません。今夜撤退を決めました」と報告し、花谷の許可なしに撤退を開始してしまった。棚橋の他にも、指揮官のなかには敵陣に斬りこんで戦死した士官や、敗戦の責任を負ったり、花谷からの激しい叱責を苦にして憤死する士官もいたという。
師団主力の歩兵第112連隊が撤退を開始したことで、逆に第55師団が包囲される懸念が生じたため、止む無く花谷は、2月26日に包囲を解いて攻撃開始点までの撤退を命じた。この後は、撤退する第55師団をイギリス軍が追撃する展開となったが、花谷は、追撃を阻止するため、残存部隊による特別攻撃隊を編成して、前進してくるイギリス軍に夜襲をかけ続けた。特別攻撃隊の一部は、イギリス軍の軍装を着用して偽装しており、イギリス軍砲兵陣地への侵入に成功し、野砲を破壊して混乱に陥れるという戦果を挙げている。このように花谷の命令による夜襲は一定の効果を上げてイギリス軍に損害は与えたものの、第55師団はじりじりと後退を続けていた。戦況が厳しくなるにつれて花谷の作戦指揮は峻烈さを増して、一切の防御戦闘を許さず、反撃、逆襲、挺身奇襲の攻撃的姿勢を堅持するよう督戦し続けた。その厳しさは緬甸方面軍司令部の耳にも聞こえたが、参謀の不破博中佐は、師団兵士の苦衷は察するものの、両軍入り乱れての乱戦となっているなかで、花谷には鬼となっても当面の戦線を支えてほしいと考えており、その峻烈・冷徹な作戦指揮を黙認していたと振り返っている。しかし、その作戦指揮に対して、第144連隊通信中隊の戦史では「花谷師団長の統率がいかに非常の際とはいえ強制的統率に終始し、おおよそ血の通った指揮とは遠いものであったことに目を覆うことはできない」と批判されている。
第2次アキャブ作戦は、花谷の苛烈な作戦指揮によって第55師団は大きな損害を被り、特に最前線で戦い続けた棚橋連隊の戦死者は通常の連隊定数の80％にあたる2,452人にものぼったが、一方で、アキャブの防衛に成功し、イギリス軍には第55師団の損害を上回る死傷者7,951人の損害を与えて、イギリス軍4個師団を一時的にビルマ西部に足止めしてインパール作戦の陽動の任務も果たした。そのため、緬甸方面軍はこの戦いを敗北とは捉えておらず、第55師団は作戦目的をいずれも果たしたとして、昭和天皇に戦果が上奏された。緬甸方面軍参謀前田博元少佐は作戦結果を「第55師団はアキャブ方面守備の大任を見事に果たし、とくにインパール主攻勢方面に対する陽動作戦として、プチドン、モンドウ（マウンドー）付近の敵に対する攻勢は猛烈を極め、英軍をして2個師団の増援を求めさせた程の戦果をおさめた」と評している。
インパール作戦で敗北したビルマの日本軍はイギリス軍の攻勢の前に後退を余儀なくされ、花谷は緬甸方面軍の命令により、歩兵第144連隊（連隊長：吉田章夫大佐）を主幹とする兵団（忠兵団）を直卒し、イラワジのデルタ地帯に後退してメイクテーラとラングーン間の防衛にあたることとなったが、他の第55師団の兵力は険しいペグー山系の防衛に残置されることとなった。緬甸方面軍の直属として、吉田は忠兵団主力を率いてビルマ中央の防衛戦のために各地で転戦していたため、花谷の手元に残った兵力はわずかであった。しかし、イギリス軍の進撃は急であり、イギリス軍に追われてビルマ北部からピンマナまで撤退してきた第33軍司令部が危機に陥っていると知ると、手持ちの2個中隊を持って救援に駆け付け、第33軍司令部から感謝されている。ここで、陸軍士官学校同期の第18師団長中永太郎中将と再会すると「自分は大隊長に格下げになったよ」と苦笑しながら話していたという。花谷は第33軍の指示によりピンマナを守ることとしたが、吉田率いる忠兵団の主力が到着する前に、イギリス軍戦車部隊がピンマナに突入してきたため、僅かな戦力のピンマナ防衛隊はあっという間に蹂躙されて、花谷は第33軍司令部と共にシッタン川を渡河してタイ王国に向けて撤退した。

### 戦後
1945年（昭和20年）7月、第39軍参謀長に就任しタイ王国に赴任、第18方面軍参謀長として終戦を迎えた。1946年（昭和21年）7月に復員し予備役に編入された。1947年（昭和22年）11月28日、公職追放仮指定を受けた。戦後は「曙会」という右翼団体を一人で運営した。
1955年（昭和30年）『満州事変はこうして計画された』（「別冊知性」 昭和30年12月号 河出書房）において秦郁彦の取材に答える形で、満州事変が関東軍の謀略であったことを証言した。そのときの花谷は東京大学駒場地区キャンパスの裏門から徒歩10分の場所にあった急造のバラック小屋に居住しており、秦の取材には浴衣姿で応じた。その様子を見た秦は、歳不相応に好々爺然とはしているが「面構えは伝説の関羽将軍のごとし」と強い印象を受けたという。
1957年（昭和32年）に病で倒れ死去。

## 逸話
- 気性が激しく、公私を問わず、自分の気に入らないことがあると、連隊長であろうが参謀であろうが罵倒し、時には暴力をふるっていた。花谷に罵倒されたり暴力をふるわれたという証言は多いが、なかでも1943年10月に第55師団の師団長に着任したばかりの花谷は、飛行場に出迎えに来ていた村山工兵連隊長の服装が少し乱れていると激昂し、いきなり殴りつけてきたという。大勢の目の前で殴られて屈辱を味わった村山は、その夜開催された歓迎会で花谷を斬殺すると息巻いたが、周囲に説得されて、もう一度殴られたらそのときは射殺するとして、その場は収まったが[2]、この後2人が顔を会わせることはなかったので刃傷沙汰は避けられたという[42]。
- 趣味は囲碁であったが、負けると碁盤をひっくり返し、碁石を対戦相手に投げつけて暴れたという。第55師団の参謀部に戦後にプロ野球の名監督として活躍した三原脩がいたが、囲碁が得意だった三原はよく花谷から対戦相手を命じられた。花谷は負けると激昂するが、対戦相手がわざと負けても激怒したため、気が利いていた三原は、花谷の様子を観察しながら対戦を続け、雲行きが怪しくなると、いち早くその場から姿を消して、ほとぼりが冷めたのを見計らってまた帰ってきたという。そのような臨機応変な対応もあって、三原が花谷から罵倒されたり殴られたりすることはなかった[38]。
- 花谷に近い参謀や高級将校たちは、花谷と接する機会も多いことから、痛罵や暴力の被害者となることが多かったので「血が通っていない」とか「赤鬼」とか陰口を言って忌み嫌ったが[38]、第55師団の高級参謀であった斎藤弘夫中佐は花谷の数少ない理解者の1人であった。斎藤も第55師団参謀着任当初から花谷に罵倒されていたが、日本陸軍の高級軍人育成には花谷のような苛烈な指導が必要と考えていたうえ、他の緬甸方面軍の将官や幕僚たちが、前線の辛苦をよそに飲食や女性に現を抜かしていると失望していた斎藤は、酒色に対しては厳正だった花谷を敬っていたからであった[43]。また、普段接することの少ない、現場の兵士たちは花谷の「とことんまで戦え。わかったか。最後まで撃ちまくれ。撃ち尽くしたら刀でやれ」「天皇陛下万歳と死ぬまで叫べ。それでこそ勇敢に戦ったといえるのだ」などという勇ましい訓示を好意的に受け入れ、多くの兵士は、花谷は日本の厳正な武士道を体現するタフな上官として敬意を抱いていたという[44]。
- 花谷の悪評はビルマ内に広まったが、第33軍でも花谷の話題となり、このような上官にどう仕えたらよいかと野口省己少佐ら参謀が高級参謀の辻政信大佐にたずねたところ、辻は「花谷さんという人は、案外小心で、自分の地位とか、権威の保持に汲々としているので、相手と心中する覚悟でぶつかれば、相手はコロリと参り、虎は変じて猫のようにおとなしくなる」と教えている。のちに、ビルマ戦線の戦況悪化で第33軍がビルマ中央まで撤退した際、辻と野口は実際に花谷と共に戦うこととなったが、その時の花谷は温厚で精力的に軍務をこなしており、野口は噂に聞いていた様な人物ではなかったので肩透かしを食らった気分になっている[38]。緬甸方面軍は、花谷の作戦指揮能力について高く評価し、人物面の悪評や蛮勇ぶりは黙認していたこともあり、緬甸方面軍参謀前田博元少佐は、「容姿全体が闘魂の固まりとして私の目に映った。その精悍な面貌から、花谷さんを『アラカンの鬼将軍』とお呼びしたくなった」と述べている[36]。

## 親族
- 長男 花谷　甫（陸軍大尉）
- 二男 花谷成功（陸軍中尉、空将）
- 三男 花谷守正（元東洋パルプ常務、慶応技術士会会長）
- 弟 　花谷　浩（陸軍大佐、殉職）